# 첼탈어
첼탈어(Tzeltal, Tseltal)는 멕시코 치아파스주에서 쓰이는 마야어족 언어이다. 치아파스주 동부에서는 첼탈어 밖에도 초칠어, 촐어, 토홀라발어 등 여러 마야어족 언어가 쓰인다. 치아파스주의 나쁜 경제 상황 등의 이유로 멕시코의 다른 지역과 미국에도 많은 첼탈족이 옮겨 가 살고 있다.
첼탈어 사용 지역은 가상의 수직선을 따라 둘로 나뉜다. 오슈추크를 중심으로 한 서쪽 지역은 첼탈족의 고향으로 스페인의 아메리카 정복 이전부터 살아온 곳이다. 동쪽 지역은 주로 20세기 후반부터 첼탈족이 살기 시작했다. 첼탈족이 다른 민족과 가까이 살게 된 이러한 이주가 하나의 원인이 되어, 첼탈어는 크게 동부, 중부(오슈추크 포함), 남부, 남동부의 네 가지 방언으로 나뉘었다. 그러나 오늘날 몇 안 되는 남동부 방언 사용자는 모두 노인들이고 널리 흩어져 살고 있다. 2005년 기준으로 첼탈어는 약 371,730명이 사용하며, 이 중 약 5만 명은 첼탈어 외에 다른 언어는 하지 못한다.

## 음운론
첼탈어의 음운론은 투명한 편이며 마야어족에서 흔히 볼 수 있는 자음과 모음 체계를 지녔다. 그러나 동화, 삽입, 약화, 첩어 등의 음운론적 과정도 일어난다.

### 모음
첼탈어에는 5개의 모음이 있다.
|          | 전설 | 후설 |
| 비원순   | 원순 |      |
| -------- | ---- | ---- |
| 고모음   | i    | u    |
| 중고모음 | e    | o    |
| 저모음   | a    |      |

첼탈어에서 모음의 길이가 변별적인지는 논란의 여지가 있다.

### 자음
첼탈어에는 21개의 자음이 있다. 첼탈어는 표준 정서법이 없다. 아래 표에 굵은 글씨로 나타낸 철자법은 스페인어에서 많은 영향을 받았다.
|        |        |        | 양순음  | 치경음    | 후치경음  | 경구개음 | 연구개음 | 성문음 |
| ------ | ------ | ------ | ------- | --------- | --------- | -------- | -------- | ------ |
| 파열음 | 유기음 | 유기음 | p /pʰ/  | t /tʰ/    |           |          | k /kʰ/   | ' /ʔ/  |
| 파열음 | 방출음 | 방출음 | pʼ /pʼ/ | tʼ /tʼ/   |           |          | kʼ /kʼ/  |        |
| 비음   | 비음   | 비음   | m /m/   | n /n/     |           |          |          |        |
| 마찰음 | 마찰음 | 마찰음 | w /β/   | z /s/     | x /ʃ/     |          | j /x/    | h /h/  |
| 파찰음 | 유기음 | 유기음 |         | tz /t͡sʰ/  | ch /t͡ʃʰ/  |          |          |        |
| 파찰음 | 방출음 | 방출음 |         | tzʼ /t͡sʼ/ | chʼ /t͡ʃʼ/ |          |          |        |
| 전동음 | 전동음 | 전동음 |         | r /r/     |           |          |          |        |
| 접근음 | 접근음 | 접근음 |         | l /l/     |           | y /j/    | w /w/    |        |

/pʼ/는 3개의 변이음이 있다.
- 어말에서 [pʼ]: sapʼ [sapʼ] ‘이른’
- 모음 사이에서 [ʔb]: tzopʼol [t͡sʰoʔbol] ‘많은’
- 그 밖에는 [b]: pʼe [be] ‘길’

그러나 오슈추크(중부) 방언에는 방출음 [pʼ]가 없고 유성음 [b]로 대체되었다. 이 방언에서는 접미사에 포함된 b를 [m]으로 발음하기도 한다. 자음 뒤에 붙은 접미사의 맨 앞에서는 [b]로 발음되지만, 모음 뒤에서는 그 앞에 성문 파열음이 와서 chabek(‘왁스’)는 chaʼbek처럼 발음된다. 어말에 [ʔb]가 오면 [ʔm]이나 [ʔ]로 발음되기도 한다. 즉 cheb(‘둘’)은 cheʼb, cheʼm, 또는 cheʼ처럼 발음될 수 있다.
/w/는 두 개의 변이음이 있다.
- [β]: CC 자음군의 첫 자음인 경우, 또는 어말 자음인 경우: awlil [ʔaβlil] ‘씨앗’
- [w]: 그 외: ziwon [siwon] ‘나는 두려워했다’

그러나 어두에서는 [w]와 [β]가 자유변이한다. 예: wix [wiʃ] ~ [βiʃ] ‘손윗누이’.

## 추가 문헌
- Robinson, Stuart P. (2009). 《Manual of Spoken Tzeltal》. 2018년 9월 29일에 원본 문서에서 보존된 문서. 2020년 8월 7일에 확인함.
- Gilles Polian. (2020). dictionaria/tseltal: Tseltal-Spanish multidialectal dictionary (v1.0.1) [Data set]. Zenodo. doi:10.5281/zenodo.3668865